# Rafael Bonnelly
Rafael Filiberto Bonnelly Fondeur (22 de agosto de 1904 - 28 de diciembre de 1979) fue un abogado, académico y diplomático dominicano.Presidente de la República Dominicana en el periodo 1962-1963.

## Inicios

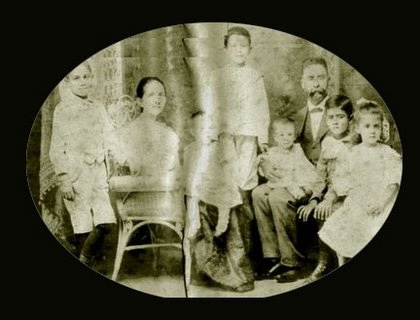
La familia Bonnelly Fondeur a inicios del siglo

Rafael Filiberto Bonnelly Fondeur nació en Santiago de los Caballeros, República Dominicana, el 22 de agosto de 1904. Fue hijo de Carlos Sully Bonnelly Arnaud  (hijo del sainthomasano de ascendencia corsa y francesa Francisco Ulises Bonnelly Coutin y de la dominicana de origen francés Buenaventura Carmen Arnaud) y de María Luisa Fondeur Fernández (hija del francés Furcy Fondeur Lajeunesse y de la santiaguera Luisa Fernández y Fernández).
Obtuvo su título de grado en Derecho el 27 de marzo de 1926 de la Universidad de Santo Domingo. Fue maestro en la Escuela Normal de Santo Domingo de 1926 a 1930. Casó con Aída Mercedes Batlle Morell y procreó cuatro hijos: Luisa Amelia, Rafael Francisco, Juan Sully y Aída María.
Su primera incursión en la vida pública fue su participación en la revuelta contra el presidente Horacio Vásquez en 1930, dirigida por Rafael Estrella Ureña, y apoyada por el entonces jefe del Ejército, el General Rafael Leónidas Trujillo. Bonnelly más tarde se convirtió en un adjunto en el Congreso Nacional, pero rápidamente tuvo una caída con Trujillo, que había deportado al Dr. Estrella Ureña y asumió la presidencia del país, después de la votación del público en contra de un proyecto de ley de educación enviado por el dictador al congreso. 
Su caída comenzó con Trujillo en el año 1931; lo que lo llevó a una pausa de 12 años de vida profesional, en la que se le impidió trabajar como abogado. El regreso de Estrella Ureña a la República Dominicana en 1942, en virtud de una amnistía concedida por Trujillo. El Dr. Bonnelly reaparece en Dominicana, en la vida pública como senador, entre 1942 y 1944. Después de la muerte de Ureña en 1945, Bonnelly inició una ascendente carrera como funcionario público, que culminó con su nombramiento como Presidente Constitucional de la República Dominicana en enero de 1962.

## Carrera política
Durante estos años, el Dr Bonnelly celebró los siguientes puestos: 
1944-46 ministro del Interior, 1946-48 ministro de Trabajo, 1948-49 fiscal general; 1949-53 decano de la Universidad de Santo Domingo; 1949-53 profesor de Derecho Civil y Constitucional; 1953-54 primer ministro 1954, ministro de Educación; 1954-56 Embajador en España; 1956-57 Ministro de Justicia, 1957-59 Embajador en Venezuela, 1961-1962 Primer Vicepresidente del Consejo de Estado, 1962-1963 Presidente de la República Dominicana y del Consejo de Estado, conforme a la Constitución de 1961.
El principal logro como presidente constitucional del Dr Bonnelly fue la organización en la República Dominicana de las primeras elecciones libres tras el fin de los 30 años de dictadura de Trujillo, en la que el Profesor Juan Bosch fue elegido. Pero, durante su breve intensa Presidencia, el Dr Bonnelly del Gobierno escribió y pasó algunos de los principios en la legislación del país, como las leyes de Bancos y Vivienda, que todavía se usan. 
En 1966, Bonnelly hizo una infructuosa carrera para la presidencia en una elección que fue ganada por el doctor Joaquín Balaguer, con un fuerte respaldo del gobierno de los Estados Unidos que en ese entonces era Lyndon Johnson. Balaguer y Bonnelly eran amigos en su infancia, y juntos servían en varios puestos durante la dictadura de Trujillo, pero se convirtieron en adversarios políticos después de que Balaguer había sido expulsado de la Presidencia en 1961, siendo sustituido por Bonnelly, en su calidad de primer vicepresidente del Consejo de Estado en aquel entonces.

## Cara a Cara con Balaguer
El último episodio de Balaguer fue una exhibición de pensmanship nacional entre los dos líderes, justo después de las elecciones nacionales de mayo de 1978. Viendo que Balaguer del Partido Reformista estaba perdiendo las elecciones, los generales de Balaguer allanaron la Junta Central Electoral y se detuvo el recuento de la votación, hundiendo al país en un estado de agitación e incertidumbre. Durante dos semanas, Bonnelly y Balaguer mantuvieron un debate público publicado en los principales periódicos del país, que terminó con Balaguer aceptando su derrota y se proclamó a Antonio Guzmán Fernández, candidato por el Partido Revolucionario Dominicano (PRD).
En 1979, se le concedió el Doctorado Honoris Causa por la Pontificia Universidad Católica Madre y Maestra (PUCMM). El 28 de diciembre de 1979, Bonnelly murió de cáncer en su casa de Santo Domingo.